# 45 Armia (ZSRR)
45 Armia (ros. 45-я армия) – związek operacyjny Armii Czerwonej w czasie II wojny światowej.
Została utworzona pod koniec lipca 1941 w Zakaukaskim Okręgu Wojskowym na bazie 23 Korpusu Strzeleckiego. W jej skład weszła 138 Dywizja Strzelców Górskich, 31 i 136 Dywizja Strzelecka, 1 Dywizja Kawalerii Górskiej, 55 Rejon Umocniony i szereg innych jednostek.
Od 23 sierpnia 1941 armia została włączona do Frontu Zakaukaskiego (od 30 grudnia 1941 Kaukaskiego), stacjonował przy granicy ZSRR z Turcją i wykonywała inne zadania.
Po zakończeniu wojny rozformowana.

## Dowódcy 45 Armii
- gen. mjr Konstantin Baronow (lipiec – październik 1941),
- pułkownik A. Charitonow (październik – grudzień 1941),
- gen. mjr Wasilij Nowikow (grudzień 1941 – kwiecień 1942),
- gen. por. Fiodor Riemiezow (kwiecień 1942 – maj 1945)[1].